# 与那覇しづ
- 与那覇しづ[1][2]
- 與那覇しづ[3][4]
- 波平しづ[5]

与那覇 しづ（よなは しづ、1923年〈大正12年〉2月23日 - 2010年〈平成22年〉4月18日）は、日本の保健婦。沖縄県の離島である与那国島の保健婦として、同島で初のX線集団検診の実現、結核やハンセン病などの感染症対策に尽力し、離島における公衆衛生の分野において多大な貢献をした。

## 経歴
沖縄県八重山郡与那国町で誕生した。1941年（昭和16年）に与那国青年学校を卒業後、当時は日本統治下だった台湾台北市の病院で看護婦長を務める姉に誘われて、台湾へ渡る。姉と同じ病院で看護婦見習いを務めつつ、台北市医師会附属看護婦講習所で学び、1942年（昭和17年）5月に看護婦試験に合格。同年7月に帰郷した。
帰郷後、離島に駐在する保健婦を養成する公衆衛生看護婦制度を持ちかけられる。次男がポリオで脚を患っており、伝染病を根絶したいとの考えで、参加を決意した。1955年（昭和30年）に沖縄公衆衛生看護婦学校に入学、33歳にして、20歳代の現役学生たちと共に学んだ。同1955年11月に公衆衛生看護婦試験に合格、翌12月に八重山保健所与那国公看駐在所に、公衆衛生看護婦（保健婦）として勤めた。
与那国においては、島内に結核保菌者が多いことから、結核の早期発見が可能なX線撮影装置設置のために行動した。1963年（昭和38年）、八重山保健所与那国支所庁舎の落成と共に、X線撮影装置が設置された。介補やX線技師も派遣され、与那国は他の離島に先駆けて、X線検査が可能となった。一方で「結核は遺伝病ではなく伝染病である」という住民の認識改善に努め、患者発見のための家庭訪問を続けた。検査一つのために約8キロメートルの道のりを徒歩や馬で行くこともあった。病気の発覚を恐れる住民の抵抗にも遭ったが、訪問を続ける内にその誠意は住民に伝わり、次第に受け入れられた。
また、沖縄県内でも与那国がハンセン病の地区別有病率が最も高いとの資料があることから、昭和初期の資料やこれまでの保健婦としての資料をまとめ、不明な部分は自ら足を運んで追跡調査を行った。こうして作られた資料は沖縄ハンセン病予防協会でも評価された。また調査の末に、与那国の有病率が最も高くはないことも判明する。他に精神病の治療や予防、トラコーマや皮膚病の撲滅、ポリオの予防接種、マラリアの蔓延防止にも尽力した。
1983年（昭和58年）3月に、保健婦を定年退職した。保健婦としての活動で、沖縄県民として初の吉川英治文化賞や勲六等宝冠章など、数々の賞・表彰を受ける。
退職後も保健婦としての長年の経験を買われ、与那国町の行政相談委員として身体障害者の相談員や、寝たきり患者の訪問指導員をボランティアで務める。その姿勢は保健婦時代そのままだった。2010年（平成22年）4月、神奈川県相模原市内の病院で、盲腸癌のため87歳で死去。
長男は光ファイバー測定技術研究者で琉球大学名誉教授の波平宜敬、次男は琉球大学卒業後にアメリカの大学に進学、同国で内科医、内視鏡専門医として松葉杖を使いながら活動している波平宜靖。

## 受賞・表彰歴
- 1975年（昭和50年） - 吉川英治文化賞[1]
- 1979年（昭和54年） - 日本公衆衛生大会厚生大臣賞[3]
- 1984年（昭和59年） - 勲六等宝冠章[11][12]
- 1997年（平成9年） - 沖縄行政監察事務所 所長表彰[20]
- 2000年（平成12年） - 沖縄行政監察事務所 総務庁長官表彰[21]
- 2024年（令和6年） - 与那国町名誉町民[16]。